# Tsovasar
Tsovasar (armeniska: Ծովասար) är en ort i Armenien. Innan 4 juli 2006 hette orten Tazagjugh. Den ligger i provinsen Gegharkunik, i den centrala delen av landet, 60 kilometer öster om huvudstaden Jerevan. Tsovasar ligger 2 100 meter över havet och antalet invånare är 2 248.
Terrängen runt Tsovasar är huvudsakligen kuperad, men åt nordost är den platt. Närmaste större samhälle är Nerkin Getasjen, 6,8 kilometer öster om Tsovasar. 
Trakten runt Tsovasar består i huvudsak av gräsmarker. Runt Tsovasar är det ganska tätbefolkat, med 72 invånare per kvadratkilometer.